# Беделе
Беделе — город в западной части Эфиопии, в регионе Оромия. Находится в 400 км от Аддис-Абебы.

## История
В 1908–1909 годах в Беделе была телеграфная станция, соединенная через город Горе.
В 1966 году построен Медицинский центр за счёт шведских пожертвований.
В феврале 2009 года региональный президент Абадула Гемеда заложил краеугольный камень для нового культурного центра в Беделе. В то же время он официально открыл в городе новый технический и профессиональный колледж.

## Климат
| Показатель                    | Янв. | Фев. | Март | Апр. | Май | Июнь | Июль | Авг. | Сен. | Окт. | Нояб. | Дек. |
| ----------------------------- | ---- | ---- | ---- | ---- | --- | ---- | ---- | ---- | ---- | ---- | ----- | ---- |
| Средний суточный максимум, °C | 28   | 31   | 33   | 32   | 29  | 20   | 20   | 20   | 22   | 24   | 24    | 26   |
| Средний суточный минимум, °C  | 13   | 14   | 16   | 15   | 12  | 10   | 11   | 12   | 12   | 14   | 13    | 13   |
| Норма осадков, мм             | 13   | 18   | 140  | 196  | 389 | 299  | 244  | 291  | 326  | 167  | 45    | 15   |
| Источник: NASA                |      |      |      |      |     |      |      |      |      |      |       |      |

## Население
По данным национальной переписи 2007 года, общее население этого города составляло 19 517 человек, из которых 9 837 — мужчин и 9 680 женщин. Большинство жителей (52,9,49%) заявили, что они православные христиане, в то время как 24,98% населения назвали себя протестантами, а 21,44% мусульманами.
| Численность населения | Численность населения | Численность населения |
| 2006                  | 2007                  | 2023                  |
| --------------------- | --------------------- | --------------------- |
| 20 293                | ↘19 517               | ↗40 500               |

## Экономика

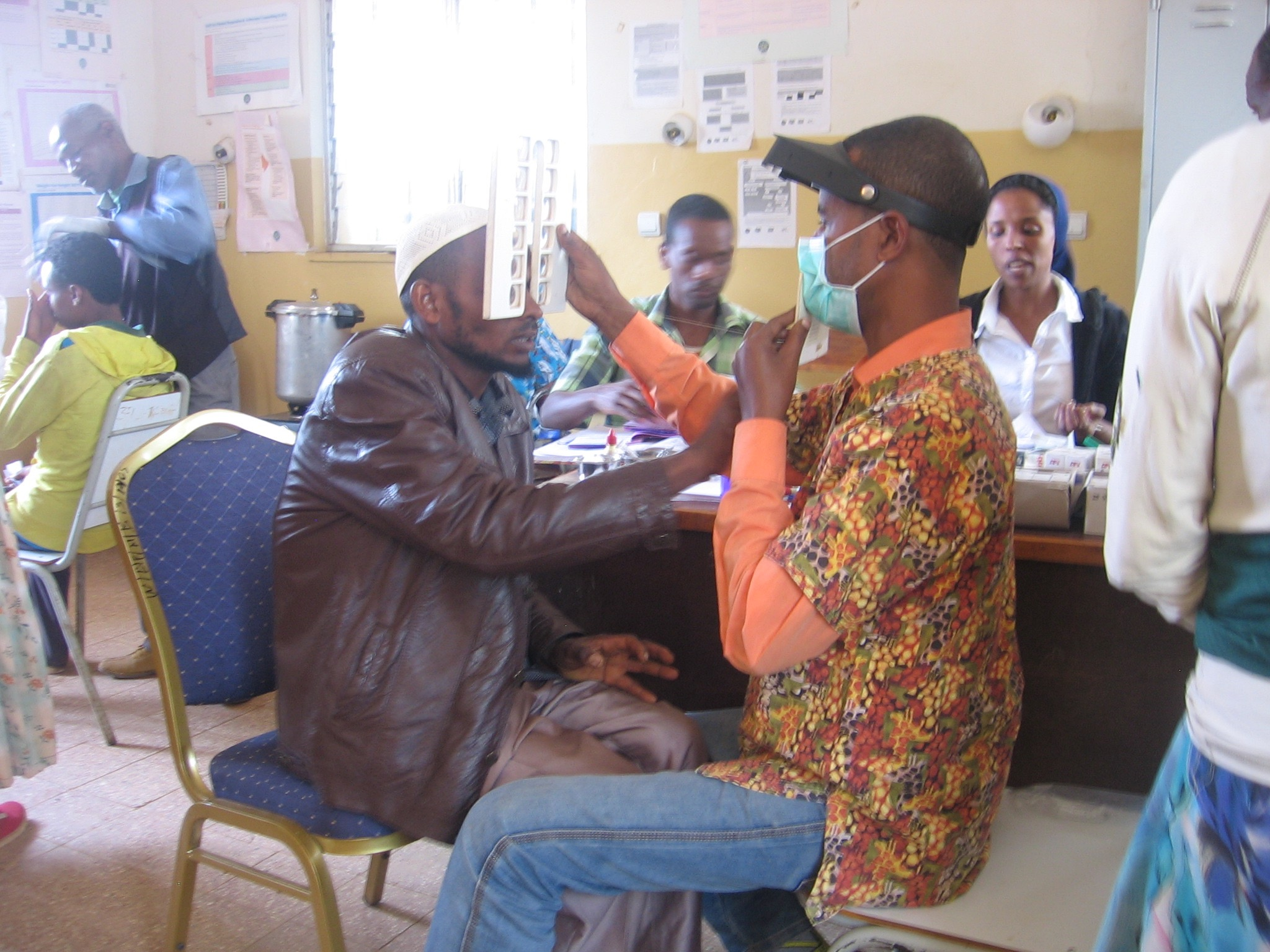
Проверка зрения в местной клинике

Беделе является штаб-квартирой местной пивоварни Bedele, основанной в 1993 году. Уровень производства компании достигал 75 миллионов бутылок ежегодно для отечественных и экспортных клиентов. В 2011 году выкуплена компанией Heineken.